# Baas boven Baas (volksverhaal)
Baas boven Baas is een van de titels die gegeven wordt aan een volksverhaal uit Suriname.

## Het verhaal
Kodyo vond zichzelf baas boven baas en zegt dit ook elke dag, totdat zijn vrouw er genoeg van had. Op een dag klinkt er een andere hoorn als hij hoorn blaast en zijn vrouw zegt dat hij niet de enige is. Baas boven Baas Kodyo moet zijn eigenschappen met anderen vergelijken en hij gaat op weg. Hij ziet rook en komt bij een enorm vuur. Een moedertje groet hem en hij zegt dat er niemand zo geweldig is als hij. Het moedertje begint te lachen en er klinkt een ongelooflijk lawaai. Het moedertje zegt dat haar zonen 's ochtends naar Nickerie gewandeld zijn om te jagen. Ze komen nu terug. Baas boven Baas Koydo weet dat Nickerie driehonderd kilometer ver is en wil die zonen weleens zien. Het moedertje begroet Goed, Beter en Best en Kyodo kijkt verbaasd naar de lucht. Goed schijnt zo helder als de zon en het lijkt alsof de maan tegelijk schijnt.
De mannen zijn groot; Goed is tien meter, Beter is twaalf meter en Best wel vijftien meter lang. Beter zegt dat de jacht beter kon en heeft vier olifanten. Beter heeft zeven olifanten op zijn rechterschouder en Best zegt dat dat niet veel voorstelt. Hij heeft de vorige dag vijfenveertig pakirazwijnen, vijftig pingovarkens, dertig hazen, tweehonderd ganzen en duizend eenden gevangen. Beter ruikt iets en Goed ziet de jongen. Best ziet een snoepje maar het moedertje vraagt waarom hij zijn broer Kyodo opeten wil. Ze zegt dat ze hem in Paramaribo heeft geplaatst, omdat hij zo klein bleef. Hij is haar nu op komen zoeken en de broers zeggen dat hij zijn schoenen uit moet doen.
De broers dragen ijzeren schoenen met maat 144. Beter wil dat Kyodo de olifant schoonmaakt. Kyodo probeert hem op te tillen, maar dat lukt niet. Het moedertje zegt dat Kyodo niet hoeft te werken, ze heeft hem al zo lang niet gezien. Ze eten elf olifanten met vorken zo groot als Baas boven Baas Koydo. Best prikt Kyodo per ongeluk aan zijn vork en slikt hem bijna door, maar het moedertje kan hem redden. Baas boven Baas Koydo trilt en wil naar huis, maar de reuzen willen spelen. Ze gooien hem in de lucht, maar Goed mist en Koydo valt op de grond. Het is Reuzenbedtijd en als de reuzen in hun reuzenbedjes liggen zegt het moedertje dat Kodyo moet vertrekken voor de zonen honger krijgen. Hij krijgt drie eieren en deze moet hij kapotgooien als ze hem achternakomen.
Koydo hoort de ijzeren schoenen en hij gooit een ei, waarna een reuzenzee verschijnt. De reuzen remmen en halen een kruiwagen en schop en gooien de zee dicht. Koydo werpt een ei en een reuzenbrand breekt uit, waarna Best besluit de brandspuit te halen. Dan gooit Kodyo het derde ei en een reuzenoerwoud verschijnt, met dorens aan de bomen. De reuzen halen bijlen en hakken en slaan. Baas boven Baas Kodyo komt in Paramaribo en de reuzen keren om als ze de stad zien. Kodyo wordt opgewacht door zijn vrouw en Kodyo zegt reuzen gezien te hebben, die hem in alles de baas waren. Zijn vrouw hoeft hem niet langer Baas boven Baas te noemen.

## Achtergronden
- De vertellingen in Suriname staan in verband met de religie van verschillende bevolkingsgroepen. De Indianen, Creolen, Marrons, Hindoestanen, Javanen, Chinezen, Libanezen, Hollandse kolonisten en Joden brachten elk eigen gebruiken en wezens mee naar het land. Niemand twijfelt aan hun bestaan en goede of kwade kracht. In Paramaribo, de Nederlandse invloed was daar groot, lijken de verhalen op gewone spookverhalen. Begraafplaatsen liggen daar midden in de stad. In het binnenland, de districten en plantages, liggen ze ver verwijderd van het dorp. In Suriname zijn verhalen bekend over de yorka (spook), leba (geest), bakru (geest), asema (vampier), didibri (draak) en andere wezens. De wezens worden soms met een ander wezen vergeleken (tussen haakjes), maar deze vergelijking is niet sluitend. Er worden in Suriname veel dingen versluierd, van officiële (Nederlandse, christelijke) zijde is altijd gestreden tegen het bijgeloof.
- In Drie knappe mannen en een demon vinden drie mannen zichzelf de knapste. Ook de stiefmoeder van Sneeuwwitje vraagt elke dag of zij de mooiste is van het land (aan de magische spiegel).
- Vergelijk Jan en zijn vrouw en De verstandige lieden, hierin wordt gezocht naar een persoon die dommer is dan de echtgenote.
- Het ontsnappen aan de reuzen komt ook voor in Keloglan trekt eropuit om de man te worden van de reuzin.
- Het gooien met drie toverdingen komt ook voor in De waternimf en De twee koningskinderen.
- In De Didibri-Draken wordt met obia-middelen gegooid.